# Tramway de Melbourne
Le tramway fut introduit à Melbourne, Australie, en 1885, et cette ville en possède aujourd'hui le plus vaste réseau au monde, depuis que Saint-Pétersbourg a démonté massivement ses lignes de tramways dans les années 2000. Le réseau se compose de 245 km de voies, de 500 tramways, 24 lignes, et 1 813 arrêts. Les tramways sont alimentés en tension continue 600 V, délivrée par une caténaire, et circulent sur une voie à écartement standard (1 435 mm). Le réseau est exploité actuellement par la société privée Yarra Trams sous contrat avec le gouvernement du Victoria, qui en est propriétaire. Les tramways de Melbourne contribuent dans une large mesure au caractère distinctif de la ville, et ils sont appréciés par ses habitants.
En 2007, les tramways de Melbourne ont transporté un total de 156,4 millions de passagers.

## Histoire

### Tramways à câble

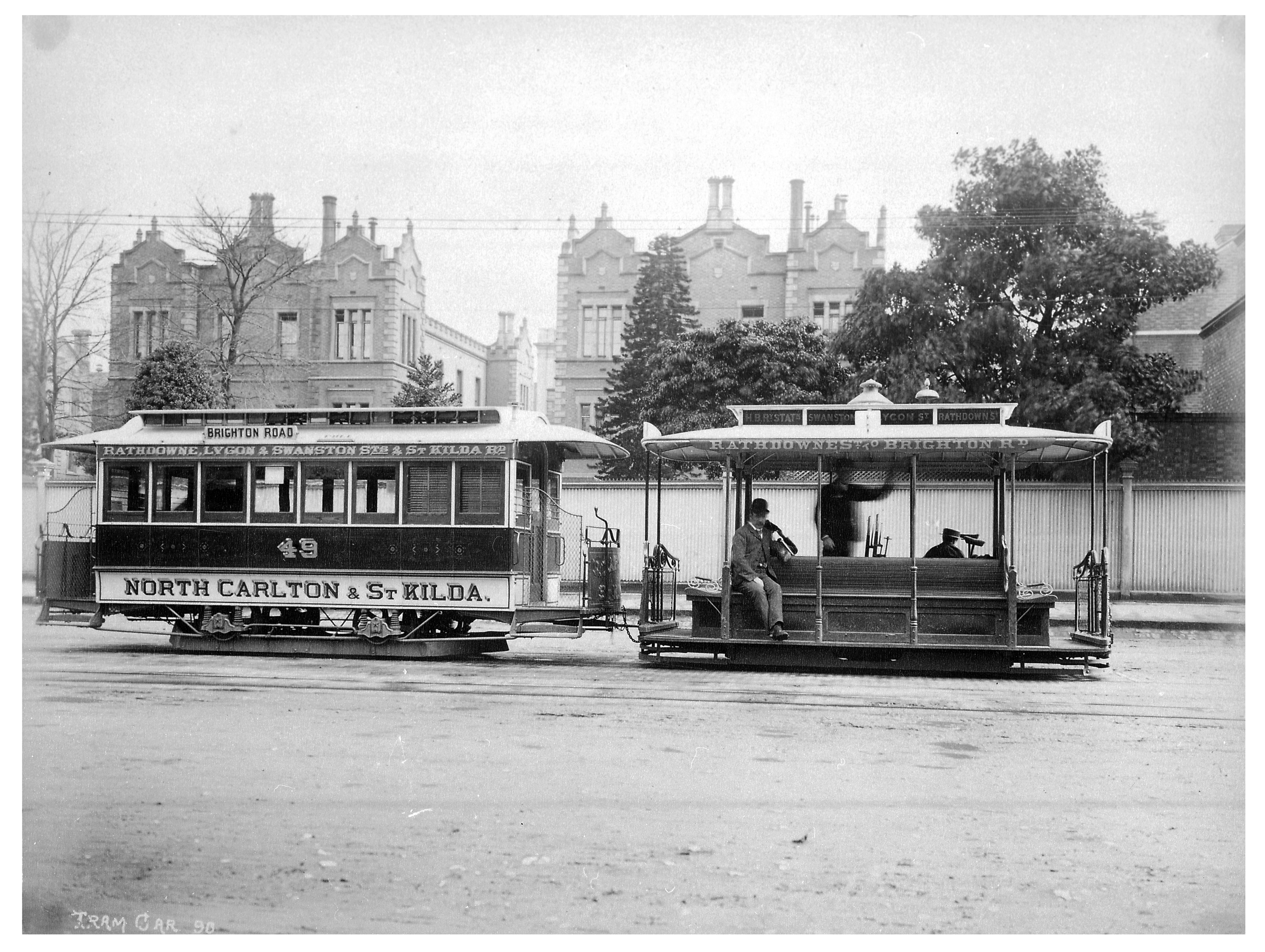
Tramway à câble avec un wagon sur la ligne St Kilda à Melbourne en 1905.

En 1885, « Melbourne Tramway and Omnibus Company » (la Compagnie des Omnibus et des Tramways de Melbourne) bénéficia d'une concession exclusive de trente ans sur la totalité du réseau de tramways à câble de Melbourne. Aucune ligne concurrente n'était autorisée. Cette concession dura jusqu'en 1916, date à laquelle le réseau fut remis au gouvernement. Le système était si bien agencé dans la zone où il opérait, qu'il n'était pas possible de mettre en place un service concurrent de tramways électriques dans le centre-ville. Aussi les tramways électriques, quand ils furent introduits à Melbourne, ne servirent en grande partie qu'à amener les voyageurs aux tramways à câble.
La première ligne des tramways à câble, mise en service en 1885, allait de Spencer Street/Flinders Street à Hawthorn Bridge. Bientôt tout un réseau à câble fut mis en place, depuis le centre-ville jusqu'aux banlieues proches. Mais lorsque la ville s'agrandit, les limitations techniques du câble apparurent, et des tramways électriques furent mis en service pour desservir les banlieues plus lointaines.

### Tramways électriques
Les tout premiers tramways électriques de Melbourne furent mis en service en 1889 par un groupe de promoteurs immobiliers, qui utilisa des équipements restant de la Grande Exposition de 1888. Ces tramways fonctionnaient sur une ligne commençant à la gare de Box Hill, longeant Tram Road, et allant jusqu'à Doncaster. Ce service s'acheva en 1896. Après cette expérience qui aboutit à un échec, les tramways électriques refirent leur apparition en 1906, grâce à « North Melbourne Electric Tramway and Lighting Company » (la Compagnie de tramways électriques et d'éclairage de Melbourne-Nord), qui exploita une ligne à partir du centre-ville jusqu'à Essendon.
La compagnie « Victorian Railways » exploita également son « train électrique de rue » de Saint-Kilda à Brighton. Cette ligne de Victorian Railways fut construite lorsque Thomas Bent devint Premier ministre de l'État. On a prétendu que celui-ci profita de sa position pour accroître la valeur de son patrimoine immobilier de Brighton, en forçant Victorian Railways à mettre en service cette ligne de tramway en 1906.
On a dit également que la compagnie Victorian Railways, réticente, insista pour que le tramway soit appelé « train de rue », qu'il soit construit à l'écartement des chemins de fer du Victoria, soit 1 600 mm, au lieu de l'écartement standard de 1 435 mm des tramways, et qu'il soit raccordé à la gare de St Kilda et non pas au terminus des tramways à câble. La ligne fut ouverte en deux étapes, de la gare de St Kilda à Middle Brighton le 7 mai 1906, puis jusqu'au terminus de Brighton Beach le 22 décembre 1906. La première section fut la première ligne de tramways électriques exploitée avec succès à Melbourne.
Le 7 mars 1907, un incendie détruisit le dépôt d'Elwood et tous les tramways. Le service reprit le 17 mars avec 4 tramways class C et 3 class D, venant de Sydney, modifiés pour pouvoir rouler sur les voies de Victorian Railways sauvées du feu. Ces tramways suffirent apparemment jusqu'à ce que les ateliers de Newport construisissent 14 nouveaux tramways.
Depuis cette époque, les tramways de Melbourne ont fonctionné sans interruption. Les derniers tramways à câble furent remplacés par des tramways électriques en 1940, après 55 ans de service. La ligne de tramway Gare de St Kilda/Brighton Beach a fermé le 28 février 1959, et a été remplacée par une ligne de bus.

### Formation de MMTB
En 1920, MMTB, « Melbourne and Metropolitan Tramways Board » (Commission des tramways de Melbourne et de son agglomération), prit le contrôle de tout le réseau de tramways, géré depuis les années 1880 par des compagnies privées et par des municipalités de banlieue. MMTB hérita d'un réseau disparate, et résolut le problème en introduisant les fameux tramways W class, qui fonctionnèrent pendant 70 ans, et dont on peut voir encore quelques exemplaires sur les lignes de Melbourne.
Pendant « l'âge d'or » des années 1920 et 1930, les charges financières étaient élevées. Un conducteur de tramway gagnait plus qu'un instituteur ou qu'un policier, et le matériel roulant était parfaitement entretenu. MMTB accrut encore son mécénat en créant le gigantesque Wattle Park de Melbourne et l'hôpital privé, Vimy House, réservé au personnel des tramways.
Après la Seconde Guerre mondiale, les autres cités australiennes commencèrent à remplacer leurs tramways par des bus, et, dans les années 1970, Melbourne se trouva être la seule cité australienne à posséder encore un important réseau de tramways. Il ne reste qu'une seule ligne d'Adélaïde à Glenelg, une autre dans le centre de Sydney, et aussi des lignes de tramways pour touristes à Ballarat, à Bendigo et dans quelques autres cités d'Australie. Melbourne résista à la tendance, en partie parce que Melbourne possède des rues larges et rectilignes, disposées selon un motif géométrique, ce qui facilite beaucoup le service de tramways, comparé aux autres cités, en partie à cause de la résistance des syndicats, et enfin, en partie parce que le président de MMTB, Sir Robert Risson, soutint avec succès que le coût du démontage des voies, scellées dans le béton, serait prohibitif. Il se trouvait aussi que l'infrastructure et l'équipement étaient relativement neufs, une fois que l'infrastructure des tramways à câble fut remplacée dans les années 1920-1940. Ceci annihila l'argument avancé par beaucoup d'autres cités, qui soutinrent que la rénovation du réseau de tramways coûterait plus cher que son remplacement par des bus.

### Renaissance
Au milieu des années 1970, alors que les autres cités se sentaient de plus en plus étouffées par le trafic automobile et la pollution de l'air, Melbourne se sentit convaincue que sa décision de conserver ses tramways était la bonne, même si le nombre de passagers déclinait depuis les années 1940, à cause de l'utilisation croissante de l'automobile et de la naissance de banlieues périphériques situées au-delà des limites du réseau de tramways. Le rapport Lonie de 1980, beaucoup controversé, recommandait l'interruption du trafic sur près de la moitié du réseau, mais les protestations empêchèrent ces fermetures. La première extension de ligne depuis plus de vingt ans s'acheva en 1978, le long de Burwood Highway. Pendant les années 1970, les tramways W class furent graduellement remplacés par les nouveaux Z class, puis, dans les années 1980, par les A class et les B class, articulés et plus grands. L'accroissement de la clientèle, qui débuta dans les années 1990, est dû uniquement à la recrudescence de la population du centre-ville.
Pendant les années 1990, les tramways étaient fortement déficitaires, et ils coûtaient au gouvernement de l'État des millions de dollars. En 1990, le gouvernement travailliste du Premier ministre John Cain essaya de faire des économies dans la gestion du réseau, ce qui amena les puissants syndicats des tramways à déclencher des grèves qui paralysèrent longuement les transports en janvier 1990. En 1992, les libéraux arrivèrent au pouvoir avec le Premier ministre Jeff Kennett. Ils promirent de former une entreprise de transport public à Melbourne, mais à cause d'une série de grèves dans ce secteur, les hommes politiques renoncèrent à privatiser l'exploitation des tramways. Le gouvernement supprima la fonction de receveur, les remplaçant par une machine à tickets, juste avant la privatisation du réseau.

### Privatisation

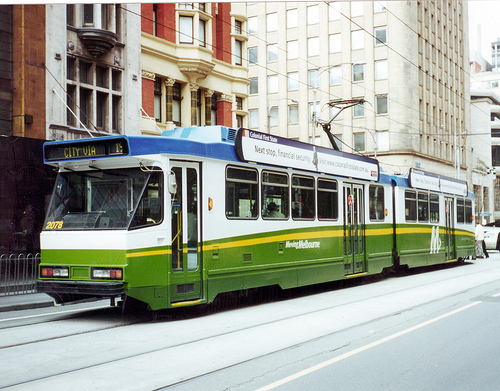
Tramway B2 class aux couleurs de M>Tram

Le 1er juillet 1998, le réseau de tramway de Melbourne fut divisé en deux parties – Met Trams 1 Corporation (appellation commerciale « Swanston Trams ») et Met Trams 2 Corporation (appellation Yarra Trams)  – en préparation de la privatisation de « Public Transport Corporation » (Compagnie de Transport Public). Après un appel d'offres auprès des entreprises accordant des concessions de 12 ans, le Premier ministre Kennett annonça le 25 juillet 1999 que « Swanston Trams business » était accordé à National Express Group PLC, une compagnie européenne de transport de personnes, et que « Yarra Trams business » revenait à MetroLink Victoria Pty Ltd, un consortium formé par une compagnie française Transdev, une compagnie australienne Transfield Services, et une compagnie française de gestion de projets d'infrastructure de transport, Egis Projects. Après une période transitoire, les deux compagnies de tram furent officiellement transférées du gouvernement au secteur privé le 29 août 1999.
Le 28 mars 2001, National Express renomma « Swanston Trams » en M>Tram, rappelant son entreprise de train de banlieue M>Train. Après plusieurs années déficitaires, plus d'une année de négociation avec le gouvernement pour réviser les conditions financières, et une grave inquiétude sur sa viabilité, National Express Group finit par annoncer le 16 décembre 2002, sa décision de se dégager de tous ses contrats au Victoria, d'en rendre la direction au gouvernement de l'État, et de financer le service jusqu'au 23 décembre 2002. Le gouvernement géra M>Tram jusqu'à ce que les négociations aboutissent avec Yarra Trams, qui prit le contrôle de l'ensemble du réseau à partir du 18 avril 2004.

### Modernisation

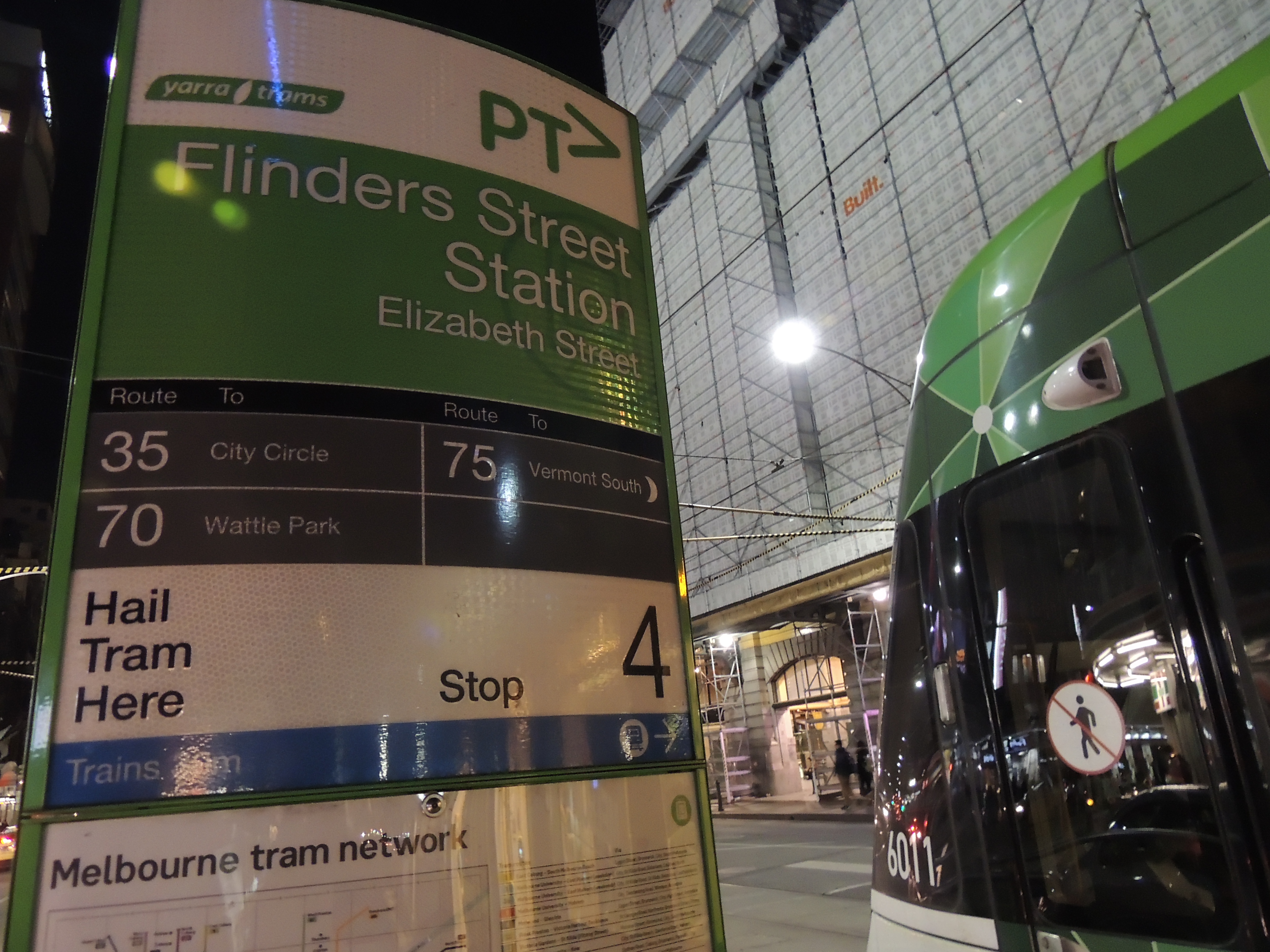
Signalisation d'un arrêt de tramway PTV à l'extérieur de la gare de Flinders street

La procédure de privatisation avait prévu dans les contrats de concession entre le gouvernement et les deux opérateurs privés des obligations d'étendre et de moderniser le réseau de trams de Melbourne. Ceci comprenait l'achat de nouveaux matériels roulants, ainsi que la rénovation du parc actuel, qui, construit dans les années 1980, avait besoin d'une remise à neuf. L'entreprise « Swanston Trams » (M>Tram) investit 175 millions de dollars australiens dans l'achat de 59 nouveaux tramways Combino à seuil bas, construits par Siemens AG, et 7.2 millions d'A$ pour remettre à neuf leurs tramways existants, tandis que le consortium « Yarra Trams » investissait 150 millions d'A$ dans 31 Citadis à seuil bas, type métro léger, construits par Alstom.
En 2003, la marque écran de marketing Metlink fut créée pour coordonner la promotion du transport public à Melbourne et la communication des différentes compagnies privées impliquées dans ce secteur. Elle avait pour but de mieux intégrer les trois modes de transport public, puis de fournir aux voyageurs davantage d'informations sur les correspondances entre les divers opérateurs privés, en unifiant leur apparence par un nom unique.
En 2012, Metlink a été remplacé par Public Transport Victoria (PTV) qui a dessiné une nouvelle livrée pour les trams et un nouveau format pour les signalisations des arrêts.
À la fin de 2017, Yarra Trams introduisait un système d'écrans dans les trams C Class qui montre les prochains arrêts, l'heure et le temps.

### Extensions des années 2000
Le réseau de tramways fut de nouveau agrandi. L'extension de la ligne de tram de Box Hill fut ouverte en 2003, suivie en 2005 par les extensions des lignes de Vermont South et de Docklands.

## Réseau actuel

### Aperçu général

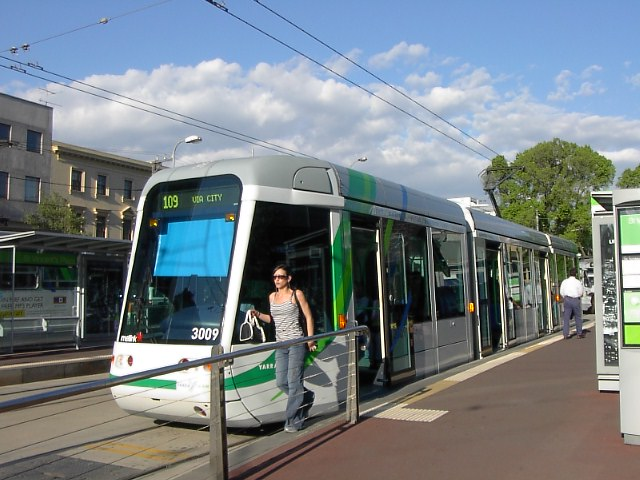
Une rame Citadis 202

| Ligne | Destination A            | via                                                         | Destination B              |
| ----- | ------------------------ | ----------------------------------------------------------- | -------------------------- |
| 1     | East Coburg              | Lygon Street, Brunswick, City, South Melbourne              | South Melbourne Beach      |
| 3     | Melbourne University     | City, St Kilda Road, Balaclava, Caulfield North             | East Malvern               |
| 5     | Melbourne University     | City, Dandenong Road, Windsor, Armadale                     | Malvern                    |
| 6     | Melbourne University     | Lygon Street, Brunswick, City, High Street, Armadale        | Glen Iris                  |
| 11    | West Preston             | St Georges Road, Northcote, Brunswick Street, Fitzroy, City | Victoria Harbour Docklands |
| 12    | Victoria Gardens         | Victoria Street, Richmond, City, South Melbourne            | St Kilda (Fitzroy Street)  |
| 16    | Melbourne University     | City, St Kilda Beach, Glenferrie Road, Malvern              | Kew                        |
| 19    | North Coburg             | Sydney Road, Coburg, Brunswick, Parkville, City             | Flinders Street station    |
| 30    | St Vincent's Plaza       | East Melbourne, City, La Trobe Street                       | Etihad Stadium Docklands   |
| 35    | City Circle              | Docklands, La Trobe Street, Flinders Street                 | CIty Circle                |
| 48    | North Balwyn             | High Street, Kew, Bridge Road, Richmond, City               | Victoria Harbour Docklands |
| 57    | West Maribyrnong         | Racecourse Road, Flemington, North Melbourne, City          | Flinders Street station    |
| 58    | West Coburg              | Brunswick West, Parkville, City, Toorak Road, South Yarra   | Toorak                     |
| 59    | Airport West             | Mt Alexander Road, Essendon, Flemington, Parkville, City    | Flinders Street station    |
| 64    | Melbourne University     | City, Dandenong Road, Windsor, Caulfield South              | East Brighton              |
| 67    | Melbourne University     | City, Balaclava, Glenhuntly Road, Elsternwick               | Carnegie                   |
| 70    | Wattle Park              | Riversdale Road, Surrey Hills, Richmond, City               | Waterfront City Docklands  |
| 72    | Melbourne University     | City, Commercial Road, Prahran, Glen Iris                   | Camberwell                 |
| 75    | Etihad Stadium Docklands | City, Richmond, Bridge Road, Hawthorn, Burwood              | Vermont South              |
| 78    | North Richmond           | Chapel Street, South Yarra, Prahran, Windsor                | Balaclava                  |
| 82    | Moonee Ponds             | Maribyrnong, Maribyrnong Road, Droop Street                 | Footscray                  |
| 86    | Bundoora RMIT            | Preston, High Street, Northcote, Collingwood, City          | Waterfront City Docklands  |
| 96    | East Brunswick           | Nicholson Street, Fitzroy, City, Southbank, Albert Park     | St Kilda                   |
| 109   | Box Hill                 | Whitehorse Road, Mont Albert, City, Southbank               | Port Melbourne             |

### Le matériel roulant

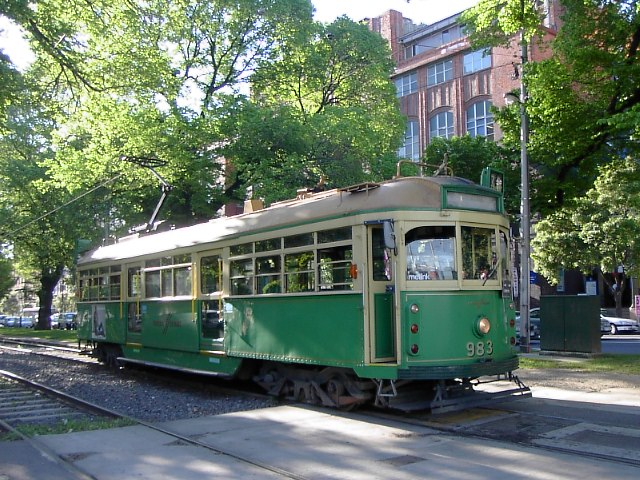
Un tram W6 class lors de la Victoria Parade de Melbourne

#### W class

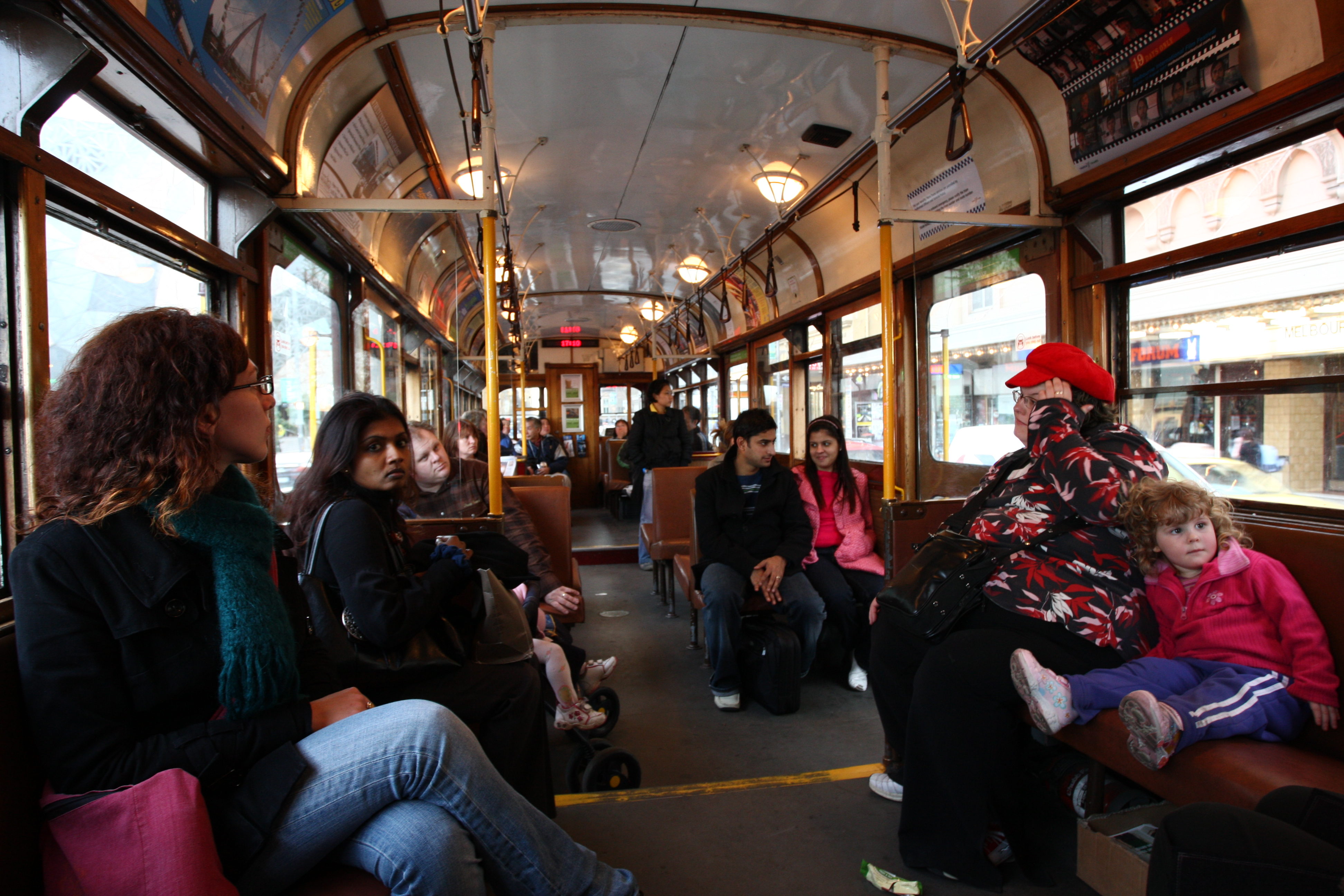
L'intérieur d'un tram W class utilisé pour le City Circle

Les tramways W class furent introduits à Melbourne en 1923, constituant un nouveau standard de conception. Ils possédaient un bogie double, et étaient caractérisés par un châssis en acier, remplaçant les anciens châssis presque exclusivement en bois, une conception simple et robuste et une réalisation soignée. Le W Class fut l'épine dorsale du réseau de tramways de Melbourne pendant 60 ans. Un total de 748 tramways fut construit en incluant toutes les versions.
Le W class fut une icône pour la cité, et cela fut reconnu par le National Trust. Il fallut attendre les années 1990 pour que le W Class soit finalement considéré comme un « surplus » parmi le matériel roulant. Les derniers exemplaires de cette classe roulent régulièrement de North Richmond vers Prahran et St Kilda Beach (lignes 78 et 79). Le City Circle Tram gratuit, qui fait le tour du quartier des affaires (ligne 35), utilise les plus vieux W class encore en service, datant de 1936. D'autres ont été convertis en restaurants mobiles, et circulent le soir dans les banlieues.
Environ 200 des derniers modèles de W class sont conservés à titre de patrimoine en divers endroits autour de Melbourne. On ne sait pas encore ce que l'on en fera. Un certain nombre d'entre eux ont été expédiés outre-mer. Cinq, entre autres, furent envoyés entre 1978 et 1993 à Seattle, où ils ont été employés dans le Waterfront Streetcar entre 1982 et 2005.
L'indignation du public, suscitée par la vente de ces véhicules populaires à des intérêts étrangers, a imposé à partir de 1990 un embargo sur l'exportation de ces tramways.

#### Z class

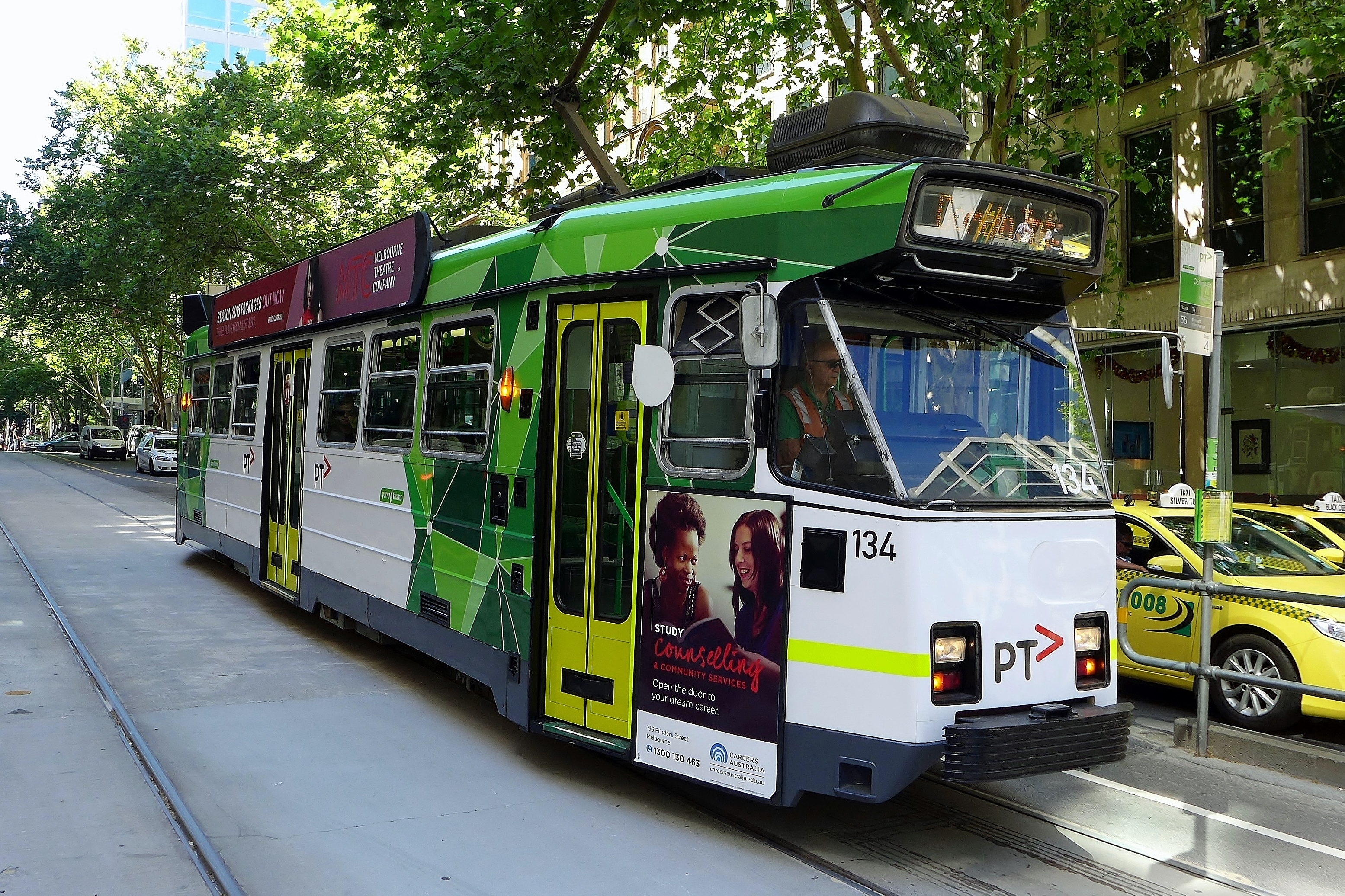
Un tram Z3 sur le carrefour de William Street et Collins Street

Le développement d'un nouveau matériel roulant destiné à remplacer les W class commença en 1975 par un projet suédois complexe et onéreux, peu adapté aux étés chauds de Melbourne et aux lourdes charges.
Les trams Z class, construits par Comeng, furent introduits à partir du milieu des années 1970, débutant avec les Z1 class, construits de 1975 à 1979 en cent exemplaires. La plupart d'entre eux sont maintenant retirés du service, et ont été généralement vendus aux enchères, ou parfois donnés à des musées du tramway, comme celui de Bendigo.
En 1978 et 1979, quinze trams Z2 class, peu différents des Z1 class, furent construits. Tout comme ces derniers, les Z2 class sont maintenant retirés du service.
Les trams Z3 class, qui furent introduits de 1979 à 1984, apportaient des améliorations notables par rapport aux versions précédentes. Ils possédaient une porte supplémentaire de chaque côté, et étaient moins bruyants. 115 furent construits, et, à part le Z3.149 qui a été détruit dans un incendie, ils sont encore tous en service. Ils ont été soit repeints aux couleurs de Yarra Trams soit recouverts de publicité.

#### A class
Ces trams, construits également par Comeng, furent introduits entre 1984 et 1987. Ce modèle fit disparaître la place assise du receveur, qui était une caractéristique des Z class. Il en fut construit 70, et ils sont toujours en service aujourd'hui.

#### B class
Les trams B class, classés dans la gamme des métros légers, commencèrent à être introduits à Melbourne en 1984, avec les trams prototypes B1 class, qui apportaient de nettes améliorations par rapport aux trams Z1 class. C'était une version allongée du tram A class. Seuls deux exemplaires furent construits, et ils sont toujours en service aujourd'hui.
Les trams B2 class furent construits de 1988 à 1994, tout d'abord par Comeng, puis par ABB Transportation, améliorant les trams B1 class. 130 exemplaires furent construits (n° 2003 à 2132), et tous sont encore en service. Ils sont souvent recouverts de publicité. Ils ont été bien connus à cause du long retard de leur équipement en climatisation.
Tous les B2 class et le B1.2002 ont été repeints aux couleurs de Yarra Trams. Le B1.2001 est recouvert de publicité.

#### C Class

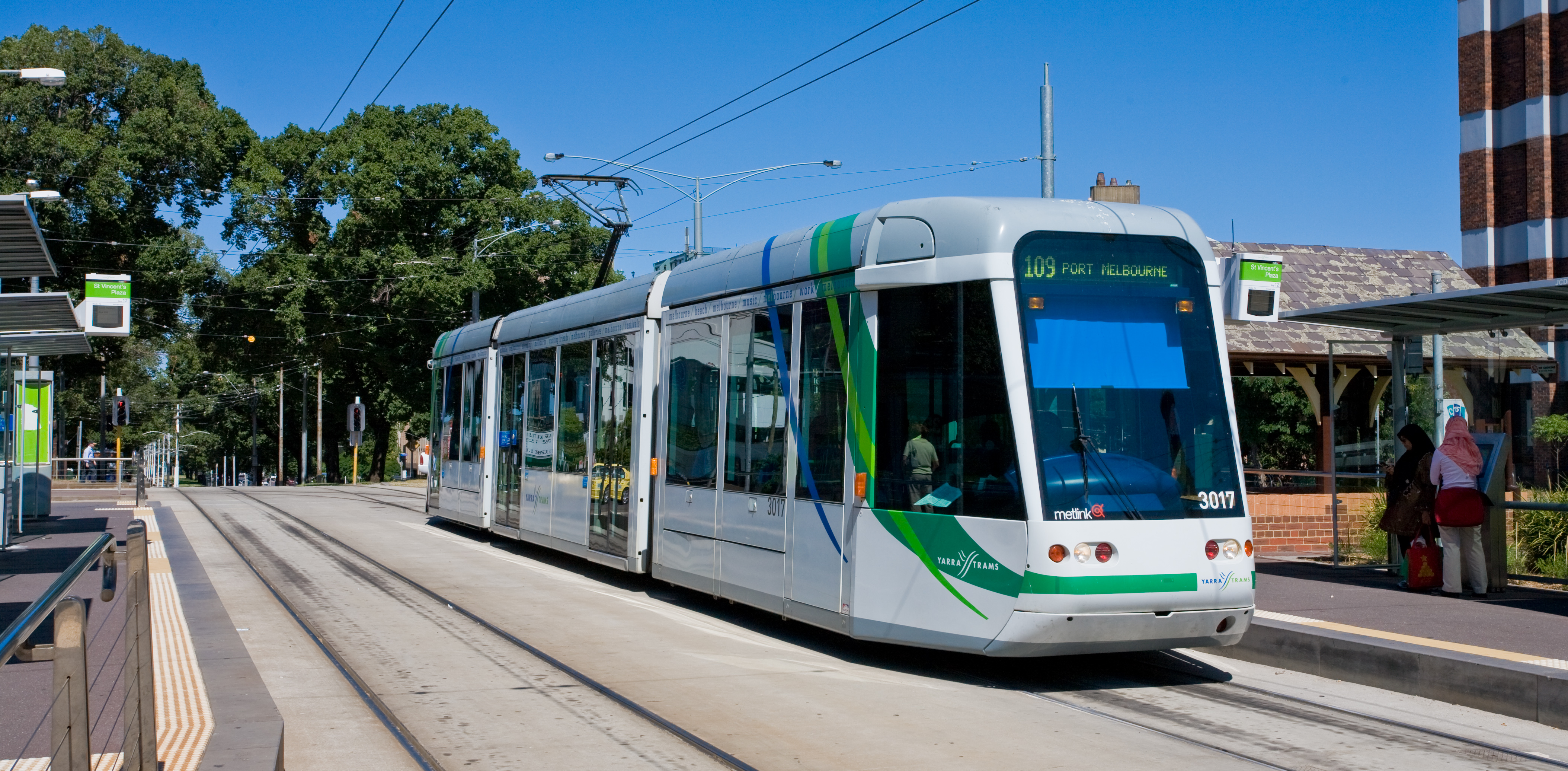
Un tram C class à l'arrêt de St Vincent's Plaza dans l'est de Melbourne

Les trams Alstom Citadis et Siemens Combino furent introduits à la suite de la privatisation du réseau de tramways de Melbourne. Les concessions obligeaient les opérateurs privés à remplacer les anciens trams Z class, bien que cela n'ait pas été totalement effectué. Yarra Trams introduisit le Citadis, dit le C class, fabriqué en France par Alstom. C'est un véhicule articulé à trois caisses. Il y en a trente-six en service. La société M>Tram, maintenant disparue, acheta le modèle allemand, Combino, fabriqué par Siemens. Le Combino est un véhicule articulé à trois (D1 class) ou cinq (D2 class) caisses. La propriété des trams D class est maintenant passée à Yarra Trams. Actuellement, 38 D1 et 21 D2 sont en service.
Les trams C2 class sont des trams à seuil bas, introduits en 2008, achetés à la ville de Mulhouse après les avoir loués au préalable. Ils ont été surnommés « Bumblebees » (bourdons) à cause de leur couleur jaune caractéristique. Ils circulent exclusivement sur la ligne 96.

#### E Class

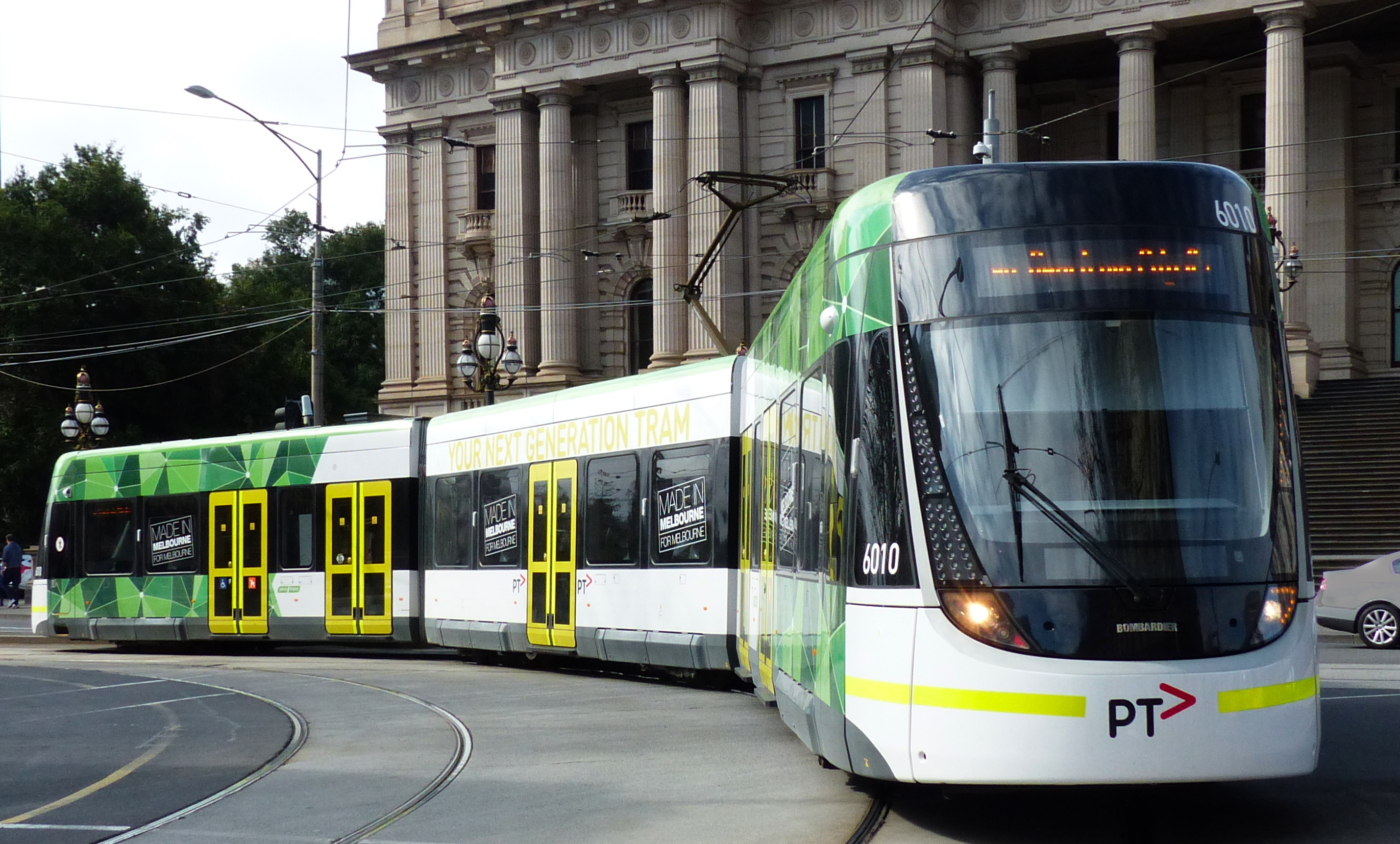
Un tram E class devant le Parliament House de Melbourne

En 2010, 50 rames Bombardier Flexity Swift sont commandés pour 303 millions d'euros. La première rame est livrée durant l'été 2013. Elle mesure 33 mètres pour une largeur de 2,6 m.
En 2015, 20 rames supplémentaires sont commandés avec un début de livraison en 2017, à la fin de la livraison de la première tranche de 50 rames.

## Culture populaire

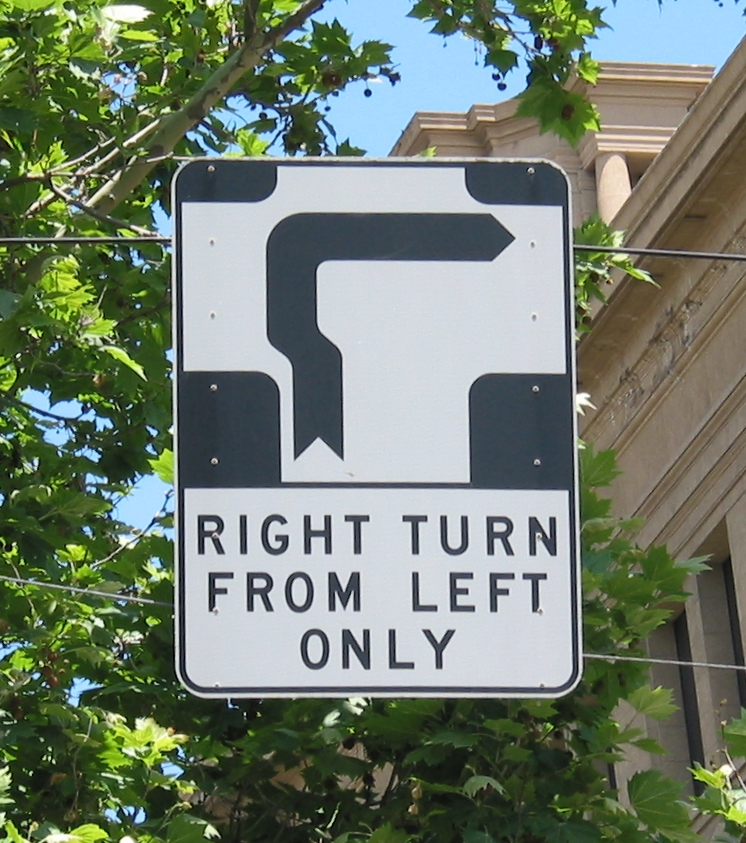
Panneau de « Hook turn »

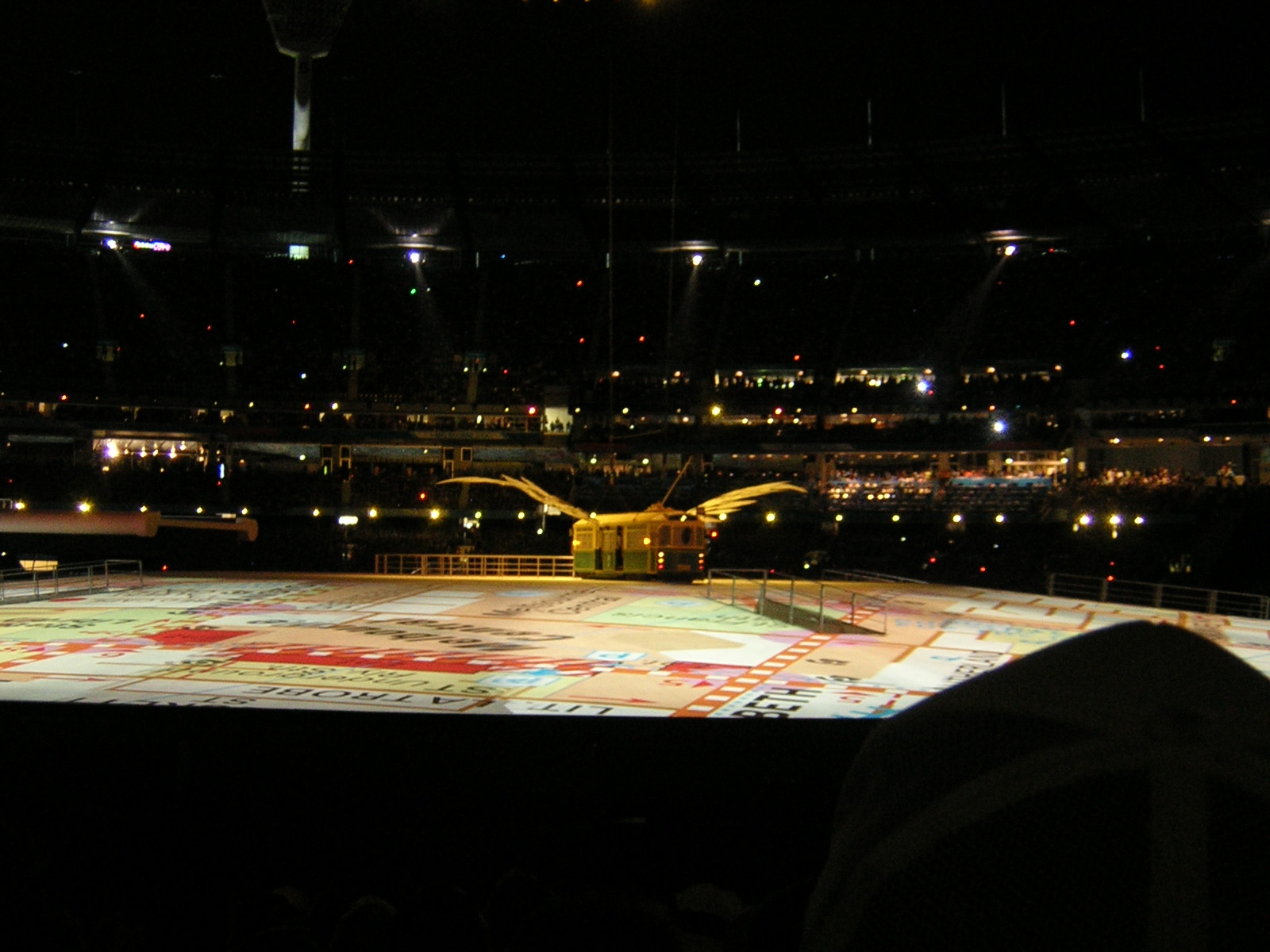
Le tram volant figurant dans la cérémonie d'ouverture des Jeux du Commonwealth de 2006, survolant un plan de Melbourne.

Plusieurs medias ont célébré les trams de Melbourne. Le réseau de la cité est le thème central du film Malcolm. Un tram de Melbourne volant fit partie de la cérémonie d'ouverture des Jeux du Commonwealth de 2006.
À cause de la présence des tramways, Melbourne est la seule cité australienne, où les automobilistes peuvent avoir à faire un « hook turn ». Un « Hook turn » est, mot à mot, un virage en hameçon, défini par la forme du trajet que doit suivre le véhicule pour effectuer son changement de direction, trajet qui prend aussi la forme d'un point d'interrogation dans les pays où la conduite est à droite, et d'un point d'interrogation vu dans un miroir dans les pays où la conduite est à gauche. En Australie (conduite à gauche), dans certains carrefours, l'automobiliste désirant tourner à droite, doit d'abord prendre la voie la plus à gauche, et attendre le signal pour tourner à droite. Cette attente sur la voie la plus à gauche permet de laisser le passage prioritaire aux tramways, qui circulent au centre de la chaussée.